# 綱島台
綱島台（つなしまだい）は、神奈川県横浜市港北区の町名。綱島地区のひとつである。丁目の設定のない単独町名である。住居表示実施済区域。

## 地理
港北区の中央部に位置し、南東に綱島東、その他は綱島西に囲まれている。

## 歴史

### 沿革
- 1973年（昭和48年）6月11日 - 　住居表示の実施に伴い、北綱島町、綱島町、南綱島町、樽町の各一部を分離し、綱島台を新設[6]。
- 1994年（平成6年）11月6日 - 行政区の再編成に伴い、港北区を再配置。横浜市港北区綱島台となる[7]。

## 世帯数と人口
2025年（令和7年）6月30日現在（横浜市発表）の世帯数と人口は以下の通りである。
| 町丁   | 世帯数    | 人口    |
| ------ | --------- | ------- |
| 綱島台 | 1,261世帯 | 2,212人 |

### 人口の変遷
国勢調査による人口の推移。
| 年                 | 人口  |
| ------------------ | ----- |
| 1995年（平成7年）  | 2,315 |
| 2000年（平成12年） | 2,304 |
| 2005年（平成17年） | 2,240 |
| 2010年（平成22年） | 2,175 |
| 2015年（平成27年） | 2,212 |
| 2020年（令和2年）  | 2,273 |

### 世帯数の変遷
国勢調査による世帯数の推移。
| 年                 | 世帯数 |
| ------------------ | ------ |
| 1995年（平成7年）  | 1,152  |
| 2000年（平成12年） | 1,176  |
| 2005年（平成17年） | 1,191  |
| 2010年（平成22年） | 1,174  |
| 2015年（平成27年） | 1,210  |
| 2020年（令和2年）  | 1,273  |

## 学区
市立小・中学校に通う場合、学区は以下の通りとなる（2024年11月時点）。
| 番・番地等                          | 小学校               | 中学校               |
| ----------------------------------- | -------------------- | -------------------- |
| 1番1〜28号 2〜12番 14番1〜14号 28番 | 横浜市立綱島小学校   | 横浜市立日吉台中学校 |
| 1番29号〜最終号 13番 14番15号〜27番 | 横浜市立北綱島小学校 | 横浜市立日吉台中学校 |

## 事業所
2021年（令和3年）現在の経済センサス調査による事業所数と従業員数は以下の通りである。
| 町丁   | 事業所数 | 従業員数 |
| ------ | -------- | -------- |
| 綱島台 | 55事業所 | 425人    |

### 事業者数の変遷
経済センサスによる事業所数の推移。
| 年                 | 事業者数 |
| ------------------ | -------- |
| 2016年（平成28年） | 51       |
| 2021年（令和3年）  | 55       |

### 従業員数の変遷
経済センサスによる従業員数の推移。
| 年                 | 従業員数 |
| ------------------ | -------- |
| 2016年（平成28年） | 466      |
| 2021年（令和3年）  | 425      |

## 施設
- 綱島公園
- 綱島市民の森
- 長福寺
- 飯田家住宅（横浜市文化財）

## その他

### 日本郵便
- 郵便番号 : 223-0054[3]（集配局：綱島郵便局[17]）

### 警察
町内の警察の管轄区域は以下の通りである。
| 番・番地等 | 警察署     | 交番・駐在所 |
| ---------- | ---------- | ------------ |
| 全域       | 港北警察署 | 綱島駅前交番 |